# Симболизација
Симболизација је један од најпознатијих механизама помоћу којег се неки други латентни садржај преиначава или прерушава у неке симболе који су свести неразумљиви. На тај начин, симболизацијом се спречава да потиснути материјал у свом изворном облику допре до свести. Психоанализа најбоље објашњава симболизацију анализом снова у којима се, помоћу симбола прерушавају латентне мисли сна. Механизмом симболизације скривени импулс се испољава у сну, али на тако чудан начин да га свесни его не препознаје. Тако, рецимо, мушки полни орган симболизују у сну штап, кишобран, кравата, змија, кључ, мач и сл, а женски – ковчези, шкољка, пећина, тврђава, кутија, врт, капија и сл. У Јунговој комплексној психологији, процес симболизације ништа не скрива него, напротив, на најбољи могући начин, симболичким сликовним језиком представља сневачу иначе непредставиве садржаје и открива поруке властитог колективног несвесног. Симболизација као унутрашњи конфликт 

## Spoljašnje veze
- Симболизација